# Emarginella
Emarginella is een geslacht van weekdieren uit de klasse van de Gastropoda (slakken).

## Soorten
- Emarginella eximia (A. Adams, 1852)
- Emarginella imella (Dall, 1926)
- Emarginella incisura (A. Adams, 1852)
- Emarginella okinawaensis Habe, 1953
- Emarginella planulata (A. Adams, 1852)
- Emarginella sakuraii Habe, 1963
- Emarginella sibogae (Schepman, 1908)